# Atbara
Il fiume Atbara (arabo: نهر عطبرة; traslitterazione: Nahr 'Atbarah) è un fiume del Nord Africa che nasce nell'Etiopia nord-occidentale, circa 50 km a nord del Lago Tana, e 30 km a ovest di Gondar.

## Descrizione
Il fiume corre per circa 805 km prima di sfociare nel Nilo nel Sudan centro-settentrionale presso la città di Atbara 17°40′12″N 33°58′12″E. Il suo affluente, il Tacazzè (amarico: "terribile"), rappresenta forse il vero alto corso dell'Atbara, in quanto ha una lunghezza superiore prima della confluenza dei due fiumi 14°10′N 36°00′E nel nord-est del Sudan. L'Atbara è l'ultimo affluente del Nilo, prima di raggiungere il Mar Mediterraneo.
Per la maggior parte dell'anno è poco più di un ruscello. Tuttavia durante la stagione delle piogge (in genere da giugno a ottobre) l'Atbara s'innalza di circa 5 metri al di sopra del suo livello normale. In questo periodo costituisce una formidabile barriera tra i distretti settentrionali e centrali dell'Etiopia. Importanti affluenti dell'Atbara sono lo Shinfa che nasce ad ovest del Lago Tana, ed il Grande Angereb che ha la sua fonte a nord della città di Gondar.
Un grande battaglia fu combattuta accanto al fiume nell'aprile 1898 tra le forze del Califfo del Sudan e l'impero britannico, e si concluse con la sconfitta del Califfo alla guida di 20.000 uomini.
Nel 1964 il fiume fu sbarrato da una diga a Kashm-el-Girba in Sudan per fornire acqua per l'irrigazione dell'arida regione.